# James Redfield
 (mars 2020).
Si vous disposez d'ouvrages ou d'articles de référence ou si vous connaissez des sites web de qualité traitant du thème abordé ici, merci de compléter l'article en donnant les références utiles à sa vérifiabilité et en les liant à la section « Notes et références ».
Pour les articles homonymes, voir Redfield.
James Redfield, né le 19 mars 1950 près de Birmingham, en Alabama aux États-Unis, est un auteur et conférencier américain, principalement connu par son premier livre à succès La Prophétie des Andes, paru en 1993, qui fut aussi adapté au cinéma en 2006. Le thème de ce livre est celui de la synchronicité qui révèle le sens de notre vie, selon Carl Jung.

## Biographie
Redfield a fréquenté l'Université d'Auburn où il a étudié les philosophies orientales, dont le taoïsme et le bouddhisme zen, dans le cadre d'une majeure en sociologie. Il a ensuite obtenu une maîtrise en consultation psychosociale et a passé plus de quinze ans à travailler comme thérapeute auprès d'adolescents maltraités et abusés dans leur famille.
Il devient célèbre notamment grâce à des personnalités qui furent très enthousiaste à la lecture de son livre comme Oprah Winfrey (elle le considère comme l'un des plus grands visionnaires vivants) ou d'autres comme le rappeur Jay-Z ou encore le conférencier Deepak Chopra.